# خالد الکعبی
خالد الکعبی (عربی: خالد حسين كعبي؛ زادهٔ ۲۴ مهٔ ۱۹۹۲) یک بازیکن فوتبال اهل عربستان سعودی است.
از باشگاه‌هایی که در آن بازی کرده‌است می‌توان به الهلال عربستان اشاره کرد.